# АЭС Темелин
АЭС Темели́н — атомная электростанция, крупнейший в Чехии производитель электроэнергии. Станция расположена на юго-западе страны, в 25 километрах к северу от города Ческе-Будеёвице Южночешского края. Одна из двух атомных электростанций Чехии, обе были возведены по советским проектам. Станция состоит из двух энергоблоков с реакторами ВВЭР-1000 электрической мощностью 1 ГВт каждый.
АЭС Темелин является подразделением чешской государственной энергокомпании CEZ Group. Станция начала коммерческую работу в 2002 году, спустя более 20 лет с начала строительства.

## История строительства

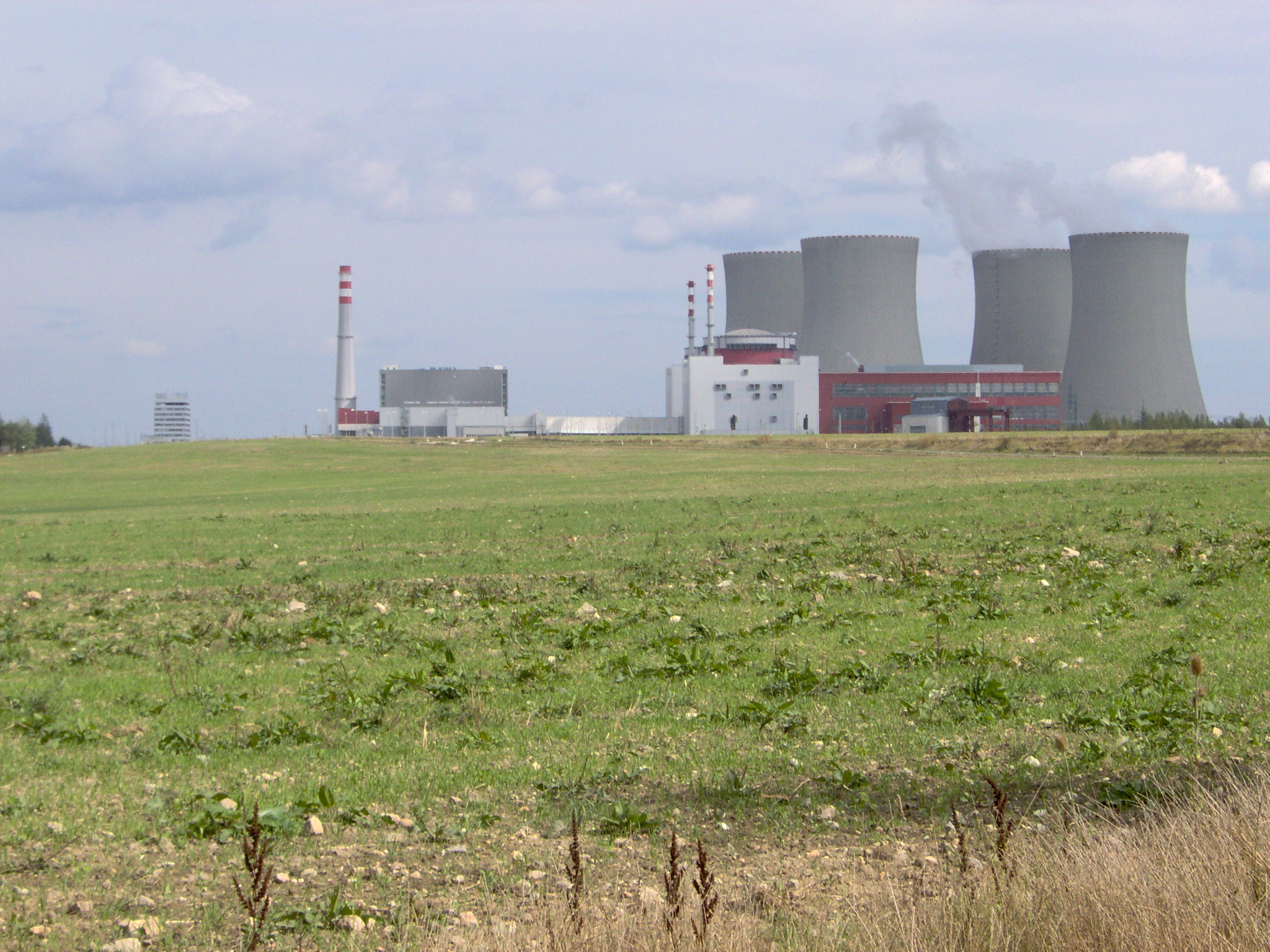
Общий вид энергоблоков АЭС Темелин на фоне градирен

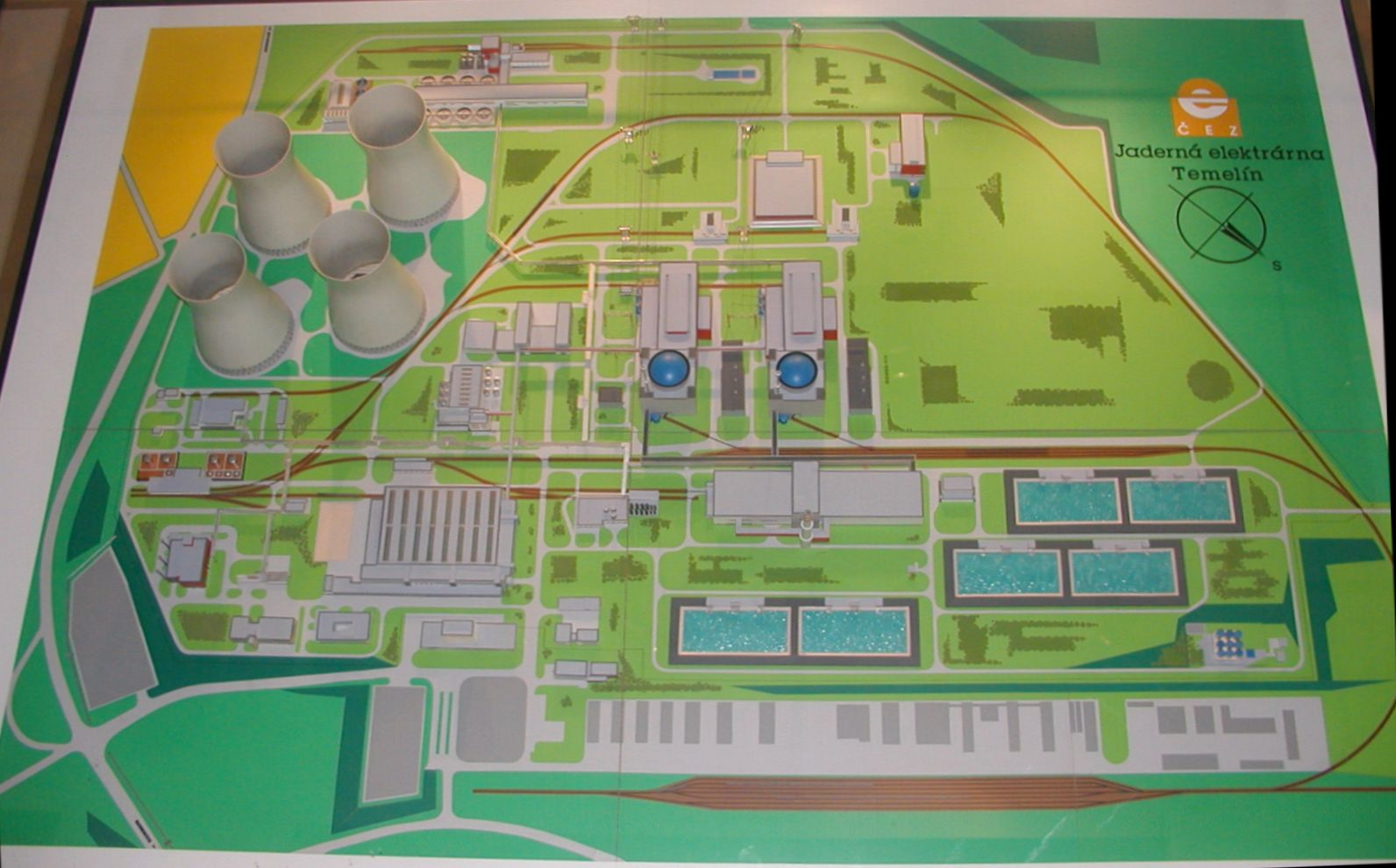
Размещение элементов станции на плане

Первые планы по строительству атомной электростанции в Южночешском крае ЧССР появились в конце 70-х годов, окончательный проект станции с использованием моноблочных энергоблоков с реакторами ВВЭР-1000/320 советского производства был утвержден в 1985 году. Первоначальный проект станции предусматривал четыре энергоблока, общей мощностью 4 ГВт. Строительство и поэтапный запуск всех четырёх реакторов должны были быть завершены к 1995—1997 году.
Возведение первых вспомогательных объектов станции началось в 1981 году. К строительству реакторных отделений приступили в 1987 году. После смещения коммунистического руководства Чехословакии в результате Бархатной революции в 1989 году новое правительство страны под руководством премьер-министра Мариана Чалфы приняло решение сократить число энергоблоков станции до двух. Строительство третьей и четвёртой очередей станции было остановлено с 1 марта 1990 года. Переход Чехии на новые западноевропейские стандарты в энергетике потребовал внесения в проект АЭС ряда изменений, из-за чего станция превратилась в долгострой. Тем не менее, несмотря на выступления критически настроенных экологов, первый энергоблок был пущен 21 декабря 2000 года, после длительных проверок его коммерческая эксплуатация началась 10 июня 2002 года. Второй энергоблок начал выдачу электроэнергии в энергосеть 18 апреля 2003 года.
В 2005 году в связи с ожидаемым дефицитом электроэнергии в регионе, началось обсуждение правительством Чехии возможности строительства ещё двух энергоблоков. После ряда экологических экспертиз проект расширения станции был одобрен. Первоначально компания ČEZ планировала приступить к строительству 3-го и 4-го энергоблоков в 2013 году с запланированным запуском в 2020 году, однако в октябре 2010 года было объявлено о переносе объявления тендера на неопределённый срок, вероятнее всего на несколько лет. В тендере на строительство участвовал проект АЭС-2006. В июле 2013 года премьер-министр Чехии Иржи Руснок заявил, что тендер в обозримом будущем объявляться не будет.

## Описание станции

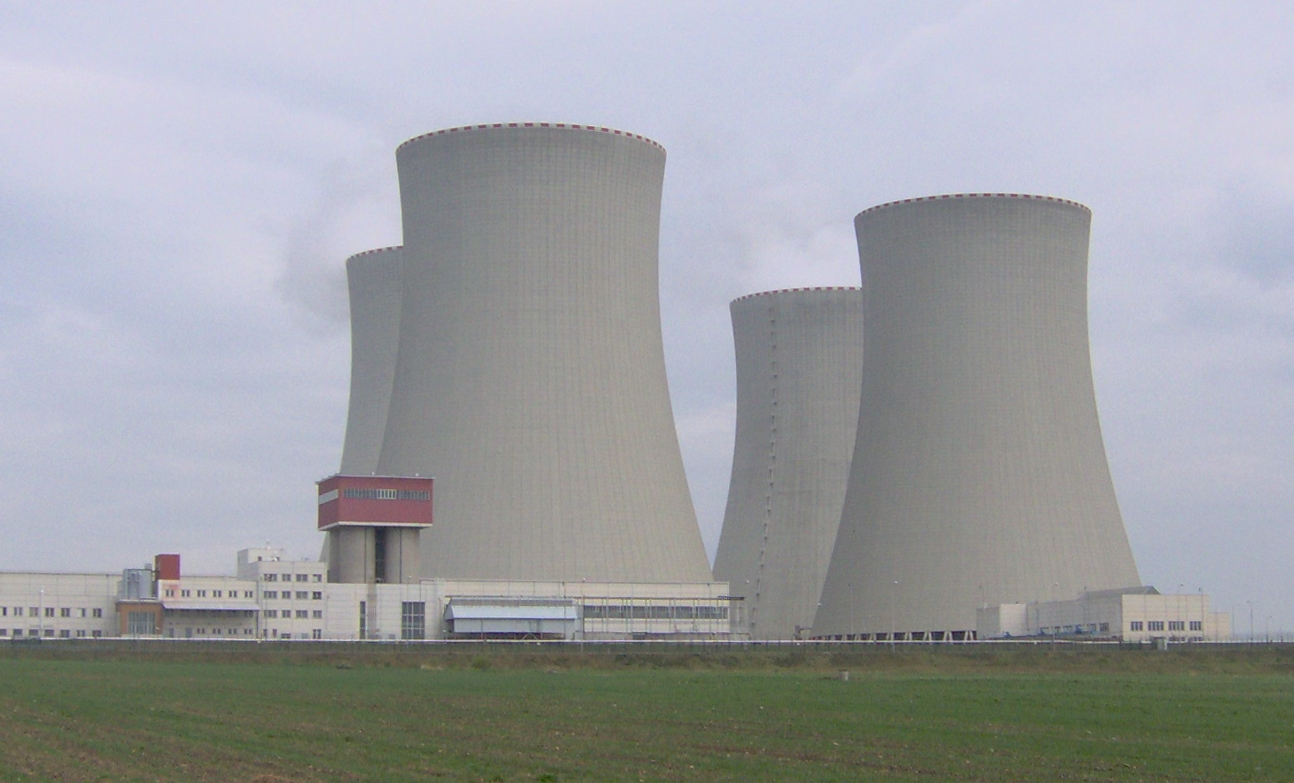
Градирни — самый заметный элемент АЭС. Они видны за 30 км, а столбы облаков — за 70 км от станции

Станция занимает территорию 1,25 км². В настоящее время (2009 год) функционирует 2 энергоблока, электрическая мощность станции составляет 2 ГВт. Охлаждение конденсаторов турбин осуществляется при помощи четырёх башенных градирен (по две на каждый энергоблок). Высота градирен, являющихся самыми заметными архитектурными элементами станции, достигает 155 метров при диаметре в основании в 130 метров. Забор воды для системы охлаждения производится из реки Влтавы и водохранилища Гневковице.
Численность персонала станции составляет около 1000 человек. В отличие от типовых советских проектов, как такового города-спутника у АЭС нет. В ближайшей деревне Темелин, по названию которой станция получила своё имя, проживают около 700 человек, сотрудники станции проживают в основном в расположенных поблизости городах Тин-над-Влтавоу (5 км) и Ческе-Будеёвице (25 км).

## Информация об энергоблоках

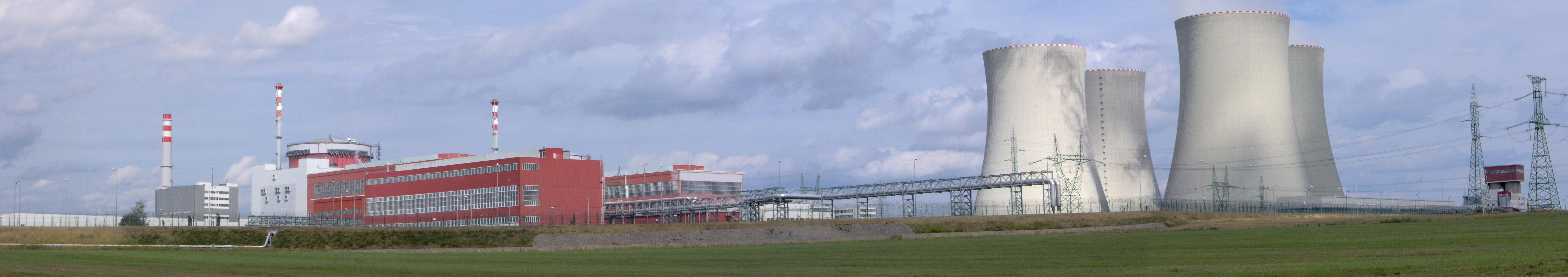
Панорама станции.

| Энергоблок | Тип реакторов | Мощность | Мощность | Начало строительства | Подключение к сети                     | Ввод в эксплуатацию                    | Закрытие                               |
| Энергоблок | Тип реакторов | Чистый   | Брутто   | Начало строительства | Подключение к сети                     | Ввод в эксплуатацию                    | Закрытие                               |
| ---------- | ------------- | -------- | -------- | -------------------- | -------------------------------------- | -------------------------------------- | -------------------------------------- |
| Темелин-1  | ВВЭР-1000/320 | 1000 МВт | 1055 МВт | 01.02.1987           | 21.12.2000                             | 10.06.2002                             | 2042 (план)                            |
| Темелин-2  | ВВЭР-1000/320 | 1000 МВт | 1055 МВт | 01.02.1987           | 29.12.2002                             | 18.04.2003                             | 2043 (план)                            |
| Темелин-3  | ВВЭР-1000/320 | 892 МВт  | 972 МВт  | 01.01.1985           | Строительство остановлено в марте 1990 | Строительство остановлено в марте 1990 | Строительство остановлено в марте 1990 |
| Темелин-4  | ВВЭР-1000/320 | 892 МВт  | 972 МВт  | 01.01.1985           | Строительство остановлено в марте 1990 | Строительство остановлено в марте 1990 | Строительство остановлено в марте 1990 |